# Episodi di Danger Force (seconda stagione)
La seconda stagione della serie televisiva Danger Force è trasmessa negli Stati Uniti su Nickelodeon, dal 23 ottobre 2021 al 7 luglio 2022.
In Italia la stagione è trasmessa su Nickelodeon, dal 24 novembre 2021 al 14 ottobre 2022. Gli ultimi nove episodi sono stati trasmessi in anteprima su Danger Channel, che dall'11 al 16 ottobre ha temporaneamente rimpiazzato Nickelodeon +1, e sono poi stati replicati su Nickelodeon nella fascia oraria solita.
| nº | Titolo originale            | Titolo italiano                       | Prima TV         | Prima TV italiana |
| -- | --------------------------- | ------------------------------------- | ---------------- | ----------------- |
| 1  | An Imposter Among Us        | Un impostore tra noi                  | 23 ottobre 2021  | 24 novembre 2021  |
| 2  | A Danger Among Us           | Il fattore Drex                       | 30 ottobre 2021  | 25 novembre 2021  |
| 3  | A Cyborg Among Us           | Un cyborg tra noi                     | 6 novembre 2021  | 24 gennaio 2022   |
| 4  | A Henry Among Us            | Un Henry tra noi                      | 13 novembre 2021 | 25 gennaio 2022   |
| 5  | Krampapalooza               | Man-nido hotel                        | 20 novembre 2021 | 28 gennaio 2022   |
| 6  | Mika's Musical              | Il musical di Mika                    | 6 gennaio 2022   | 27 gennaio 2022   |
| 7  | Dude, Where's My Man Buggy? | Dov'è finita la mia Man Buggy?        | 13 gennaio 2022  | 26 gennaio 2022   |
| 8  | Power Problems: Part 1      | Senza poteri (prima parte)            | 20 gennaio 2022  | 23 marzo 2022     |
| 9  | Power Problems: Part 2      | Senza poteri (seconda parte)          | 27 gennaio 2022  | 24 marzo 2022     |
| 10 | Attack of the Clones        | L'attacco dei cloni                   | 3 febbraio 2022  | 25 marzo 2022     |
| 11 | Bottle Snatchers            | Gli Acchiappa Bottiglie               | 10 febbraio 2022 | 21 marzo 2022     |
| 12 | The Girl Who Cried Danger   | La ragazza che gridava al lupo!       | 17 febbraio 2022 | 22 marzo 2022     |
| 13 | Bilsky's Billions           | I miliardi dei Bilsky                 | 24 febbraio 2022 | 13 giugno 2022    |
| 14 | Jack the Clipper            | Jack il barbiere                      | 3 marzo 2022     | 14 giugno 2022    |
| 15 | The Supies                  | I Supies                              | 9 aprile 2022    | 17 giugno 2022    |
| 16 | Alien Zoo                   | Zoo alieno                            | 28 aprile 2022   | 15 giugno 2022    |
| 17 | Let's Go to the Movies      | Andiamo al cinema!                    | 5 maggio 2022    | 16 giugno 2022    |
| 18 | Minyak Attack               | L'attacco di Minyak                   | 12 maggio 2022   | 11 ottobre 2022   |
| 19 | Street Fightin'             | Lotta da strada                       | 19 maggio 2022   | 11 ottobre 2022   |
| 20 | Chapa's Phone Home          | Il ritrovamento del telefono di Chapa | 26 maggio 2022   | 11 ottobre 2022   |
| 21 | Uncle Hambone               | Zio Prosciutto                        | 9 giugno 2022    | 11 ottobre 2022   |
| 22 | New School Who Dis?         | Mamme bulle                           | 16 giugno 2022   | 12 ottobre 2022   |
| 23 | Class Action Heroes         | Supereroi a scuola                    | 23 giugno 2022   | 12 ottobre 2022   |
| 24 | Wedding of the Trentury     | Matrimonio in diretta                 | 30 giugno 2022   | 13 ottobre 2022   |
| 25 | Unmasked                    | Smascherati                           | 7 luglio 2022    | 13 ottobre 2022   |
| 26 | Unmasked                    | Abbiamo fatto una cosa brutta         | 7 luglio 2022    | 14 ottobre 2022   |

## Un impostore tra noi
- Titolo originale: An Imposter Among Us
- Diretto da: Mike Caron
- Scritto da: Christopher J.Nowak

### Trama
Rick Twitler, acerrimo nemico di Capitan Man, riesce a impossessarsi della mente di Mika tramite un videogioco ipnotico che, in precedenza, aveva fatto recapitare alla Danger Force.

## Il fattore Drex
- Titolo originale: A Danger Among Us
- Diretto da: Mike Caron
- Scritto da: Jake Farrow

### Trama
La Danger Force è convinta di essersi sbarazzata di Rick Twitler, ma Miles ha una visione che invece rivela il contrario. La squadra parte così alla sua ricerca, imbattendosi in Drex lungo la strada.

## Un cyborg tra noi
- Titolo originale: A Cyborg Among Us
- Diretto da: Mike Caron
- Scritto da: Andrew Thomas

### Trama
Il covo della Danger Force viene scaraventato nello spazio e il gruppo cerca allora di distruggere il satellite contenente il vecchio virus di Rick Twitler.

## Un Henry tra noi
- Titolo originale: A Henry Among Us
- Diretto da: Mike Caron
- Scritto da: Christopher J.Novak

### Trama
Henry si lancia in soccorso della Danger Force per sventare il piano di Rick Twitler e salvare i suoi amici.
- Guest star: Jace Norman (Henry Hart)

## Man-nido hotel
- Titolo originale: Krampapalooza
- Diretto da: Micheal D.Cohen
- Scritto da: Shamar Micheal Curry

### Trama
La Danger Force coglie l'opportunità di fare qualche soldo accettando di presentare il più importante festival musicale di Swellview.

## Il musical di Mika
- Titolo originale: Mika's Musical
- Diretto da: Mike Caron
- Scritto da: Shukri R.Abdi

### Trama
La Danger Force organizza una recita scolastica extra curricolare mentre cerca di proteggere allo stesso tempo il vicesindaco da Frankini, che minaccia di rapirlo.

## Dov'è finita la mia Man Buggy?
- Titolo originale: Dude, Where's My Man Buggy?
- Diretto da: Russ Reinsel
- Scritto da: Nathan Knetchel

### Trama
La Danger Force prende in prestito l'amata Man Buggy di Ray senza il suo permesso. Il veicolo cade nelle mani di due criminali e la squadra cerca di rintracciarli.

## Senza poteri (prima parte)
- Titolo originale: Power Problems: Part 1
- Diretto da: Evelyn Belasco
- Scritto da: Adrian McNair

### Trama
I superpoteri della Danger Force sono misteriosamente fuori uso. Mentre la squadra cerca una spiegazione, alcuni nuovi amici di un popolare ristorante di pesce forniscono cibo gratis per tenere alto il morale.

## Senza poteri (seconda parte)
- Titolo originale: Power Problems: Part 2
- Diretto da: Evelyn Belasco
- Scritto da: Jake Farrow

### Trama
Dopo aver misteriosamente perso i loro superpoteri, i ragazzi della Danger Force stanno per essere allontanati per sempre dalla lotta al crimine.

## L'attacco dei cloni
- Titolo originale: Attack of the Clones
- Diretto da: Jake Farrow
- Scritto da: Leonard R. Garner Jr.

### Trama
Ray chiede aiuto ai cloni quando la Danger Force va in missione fuori città. Si rende presto conto che, mentre i cloni assomigliano alle loro controparti di supereroi, sono molto diversi.

## Gli Acchiappa Bottiglie
- Titolo originale: Bottle Snatchers
- Diretto da: Elvira Ibragimova
- Scritto da: Rachel Wenitsky

### Trama
La Danger Force viene contattata dal proprietario del Club Soda, perché teme che qualcuno voglia rubare la Golden Soda, la sua preziosa bibita dorata.

## La ragazza che gridava al lupo!
- Titolo originale: The Girl Who Cried Danger
- Diretto da: Mike Caron
- Scritto da: Dicky Murphy

### Trama
Mika e Chapa diventano bersaglio di Riley, una fan estremamente appiccicosa e dedita ai falsi allarmi. Ray spiega loro che si tratta infatti della peggiore specie di fan esistente al mondo.

## I miliardi dei Bilsky
- Titolo originale: Bilsky's Billions
- Diretto da: Leonard R. Garner Jr.
- Scritto da: Andrew Thomas

### Trama
Quando Mitch Bilsky si iscrive alla S.W.A.G., il preside Ray deve combinare una considerevole dose di pazienza e superpoteri per aiutarlo a raggiungere il difficile traguardo del diploma.

## Jack il barbiere
- Titolo originale: Jack the Clipper
- Diretto da: Mike Caron
- Scritto da: Nathan Knetchel

### Trama
Quando un nuovo e misterioso barbiere attacca Swellview con una serie di terribili tagli di capelli, la Danger Force deve scoprire la sua identità prima che sia troppo tardi.

## I Supies
- Titolo originale: The Supies
- Diretto da: Mike Caron
- Scritto da: Rachel Wenitsky

### Trama
Per l'ennesima volta Capitan Man non riceve una nomination ai Supies, gli Oscar dei supereroi. La Danger Force chiede l'aiuto di Henry per assicurarsi che la serata si svolga senza intoppi.

## Zoo alieno
- Titolo originale: Alien Zoo
- Diretto da: Evelyn Belasco
- Scritto da: Shukri R. Abdi

### Trama
Quando i membri della Danger Force diventano la nuova attrazione di uno zoo alieno, Miles deve elaborare un piano di fuga prima che l'intera squadra si tramuti nella prossima cena degli extraterrestri.

## Andiamo al cinema!
- Titolo originale: Let's Go to the Movies
- Diretto da: Mike Caron
- Scritto da: Shamar Michael Curry

### Trama
ShoutOut ha l'opportunità unica di vendere un film al pezzo grosso di Hollywood Deuce Van Nuys, ma quando la sua mente cede alla pressione, il resto della Danger Force interviene e condivide le proprie epiche idee cinematografiche.

## L'attacco di Minyak
- Titolo originale: Minyak Attack
- Diretto da: Mike Caron
- Scritto da: Dicky Murphy

### Trama
Quando una scappatoia fiscale consente al dottor Minyak di acquistare Man-nido, Capitan Man deve mantenere la sua posizione e vivere con il suo terribile nuovo coinquilino mentre la Danger Force cerca di trovare un modo per annullare la vendita prima che perdano definitivamente il Man-nido.

## Lotta da strada
- Titolo originale: Street Fightin'
- Diretto da: Evelyn Belasco
- Scritto da: Angela Yarbrough

### Trama
Quando la Danger Force viene sfidata a competere nello Street Fightin' Championship di Swellview, deve padroneggiare l'antica arte del combattimento di strada e combattere per il loro onore senza usare i loro superpoteri.

## Il ritrovamento del telefono di Chapa
- Titolo originale: Chapa's Phone Home
- Diretto da: Micheal D. Cohen
- Scritto da: Adrian McNair

### Trama
Quando l'amato cellulare perduto da tempo di Chapa ritorna al Man-nido in circostanze misteriose, la sua ricerca della verità minaccia di distruggere la Danger Force.

## Zio Prosciutto
- Titolo originale: Uncle Hambone
- Diretto da: Evelyn Belasco
- Scritto da: Marquita Brookins Megan Kingsbury

### Trama
La sorellina di Chapa ha bisogno di aiuto durante un blackout in tutta la città; la Danger Force supera il limite mentre cercano di tirarla indietro per potenziare Man-nido per aiutarli a vincere una gara.

## Mamme bulle
- Titolo originale: New School Who Dis?
- Diretto da: Russ Reinsel
- Scritto da: Andrew Thomas

### Trama
Dopo che l'esperimento andato storto di Schwoz ha causato un'infestazione alla Sw.AG, la Danger Force si iscrive alla Swellview Junior High e si imbatte in un'ondata di criminalità extracurriculare.

## Supereroi a scuola
- Titolo originale: Class Action Heroes
- Diretto da: Adam Weissman
- Scritto da: Nathan Knetchel - Shukri R. Abdi

### Trama
Danger Force lo sta schiacciando alla Swellview Junior High, ma a Ray mancano i suoi aiutanti e i piani per farli uscire dalla scuola.

## Matrimonio in diretta
- Titolo originale: Wedding of the Trentury
- Diretto da: Evelyn Belasco
- Scritto da: Shamar Michael Curry - Rachel Wenitsky

### Trama
Captain Man e Danger Force si offrono di ospitare il matrimonio del secolo per il giornalista di Swellview Trent Overunder e la sua fidanzata di Internet Tracy426; quando si preoccupano che Tracy426 non sia chi afferma di essere, la loro ingerenza minaccia di rovinare il grande giorno.

## Smascherati!
- Titolo originale: Unmasked
- Diretto da: Mike Caron
- Scritto da: Dicky Murphy - Adrian McNair

### Trama
Danger Force rischia di esporre la propria identità quando lascia accidentalmente le proprie impronte digitali su alcune prove della scena del crimine; un agente di polizia inizia a ricostruire la verità, costringendo Danger Force a tentare una missione per salvare la situazione.

## Abbiamo fatto una cosa brutta
- Titolo originale: Unmasked
- Diretto da: Mike Caron
- Scritto da: Jake Farrow

### Trama
Quando le loro identità segrete vengono svelate, Danger Force non si fermerà davanti a nulla per impedire ai loro genitori di scoprire chi c'è dietro le loro maschere.